# José Agustín Marozzi
José Agustín Marozzi (Gessler, 29 de enero de 1908 - Claypole, 4 de agosto de 2000) fue un sacerdote católico argentino, tercer obispo de Resistencia.

## Biografía
Hijo de Pedro Marozzi y Anunciada Budasti, comenzó sus estudios en el seminario de Santa Fe en 1921 y fue ordenado sacerdote por monseñor Nicolás Fasolino el 6 de enero de 1933 en la Catedral de Santa Fe. El domingo 8 de enero celebró la primera misa en San Carlos Centro. Fue designado vicario cooperador en la iglesia Virgen del Carmen de la ciudad de Santa Fe y párroco de Malabrigo y Villa Ocampo antes de asumir como cura párroco de la iglesia matriz de la ciudad de Rafaela en 1947. Prestó especial atención a organizaciones laicas como el Apostolado de la Oración y la Liga de Madres de Familias. Fue confesor del Colegio Nuestra Señora de la Misericordia y construyó varias capillas en la ciudad, algunas de las cuales son actualmente parroquias.
En agosto de 1957 fue nombrado obispo de Resistencia por el papa Pío XII. Participó en el Concilio Vaticano II.
Durante la última dictadura militar logró interceder por varios presos políticos, entre ellos varios a los que salvó de lo que sería la Masacre de Margarita Belén.
Renunció a su obispado por razones de salud en el año 1984, y se trasladó al Pequeño Cottolengo Argentino "Don Orione", de la localidad bonaerense de Claypole, donde prestó asistencia espiritual a los enfermos. Allí falleció a los 92 años de edad en agosto de 2000.
Sus restos descansan en la Catedral de Resistencia. Una calle principal de la ciudad de Rafaela lleva su nombre.